# Мещерский язык
Меще́рский язы́к — финно-угорский язык, на котором говорило племя мещера, жившее в среднем течении Оки на территории современной России. Об этом языке очень мало известно, до наших дней дошли только топонимы. Мещерский язык находился в отношениях близкого родства с мордовскими языками, особенно с эрзянским; его связи с мокшанским языком являлись гораздо более отдалёнными. На это указывают топонимы и сообщение князя Курбского:
А нас послал тогда Иван Грозный с Тремя на десять тысяч люду через Рязанскую землю и потом через Мещерскую, иде же есть мордовский язык
Специфика русских говоров Татарстана, используемых обрусевшей или обрусевающей эрзей — носителями эрзянского языка, позволило Л. П. Смоляковой предположить, что именно эрзянский субстрат (а не диалект мокша) был в основе мещерских говоров.